# Birkenberg (Ohmgebirge)
Der Birkenberg ist mit 533,4 m ü. NHN der höchste Berg des Ohmgebirges im Landkreis Eichsfeld, nördliches Thüringen (Deutschland). 

## Geographische Lage
Der unbewaldete Birkenberg erhebt sich im Zentrum des Ohmgebirges knapp 1 km nördlich von Kaltohmfeld, einem nordnordöstlichen Ortsteil von Leinefelde-Worbis. Zu erreichen ist der Berg über eine Sackgasse, die von Kaltohmfeld kommend in Richtung des Gipfels führt. Nur das letzte Stück des Wegs muss zu Fuß zurückgelegt werden. 

## Geschichte
Zu Zeiten der DDR befand sich auf dem Birkenberg ein Stützpunkt der Sowjetarmee, welcher mittlerweile abgerissen und renaturiert wurde. Erhalten geblieben sind lediglich der Schlagbaum zur ehemaligen Garnison und die bis zu sechs Meter hohen aufgeschütteten Fundamente für die Radaranlagen. Zur touristischen Erschließung des Berges wurden 2015 mehrere Informationsstelen und Sitzgelegenheiten aufgestellt.

## Aussichtsmöglichkeit
Von der Kuppe des fast baumlosen Birkenbergs gibt es bei guten Sichtbedingungen schöne Aussichtsmöglichkeiten: Im Norden kann man den Harz mit dem Brocken sehen. In Richtung Osten bzw. Nordhausen erhebt sich der Kyffhäuser aus der Ebene. Im Süden sind der Dün sowie der Thüringer Wald mit dem Großen Inselsberg zu sehen. Im Westen sind Die Gleichen, der Dransfelder Stadtwald und zum Beispiel der östlich von Kassel (Hessen) gelegene Kaufunger Wald sowie der Hohe Meißner zu erkennen.